# Romanización de Hispania
Se entiende por romanización de Hispania el proceso por el cual la cultura romana se implantó en la península ibérica durante el periodo de dominio romano sobre esta.

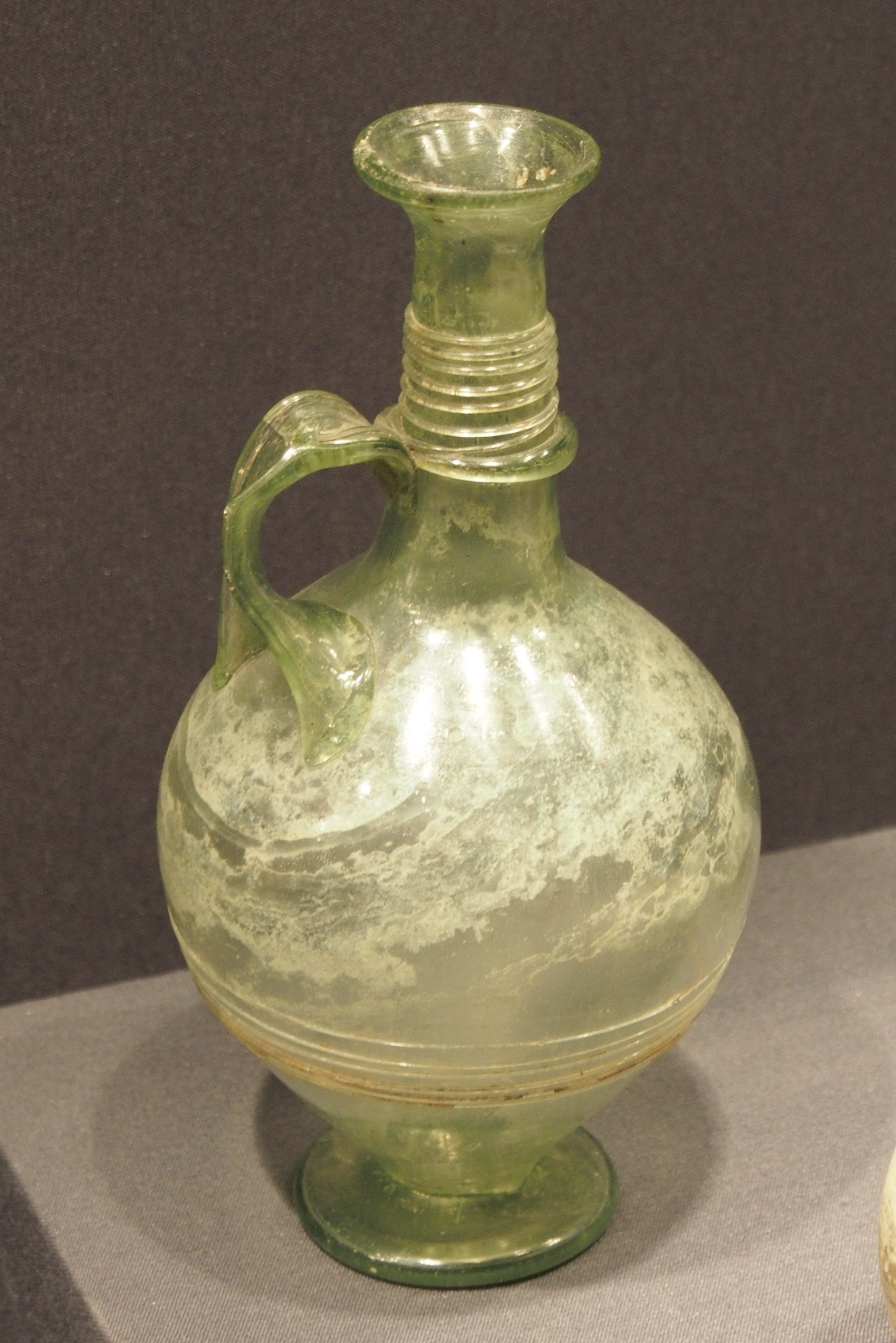
Jarra de vidrio, museo de Valladolid. Los romanos fueron grandes impulsores del trabajo en vidrio soplado.

## Introducción

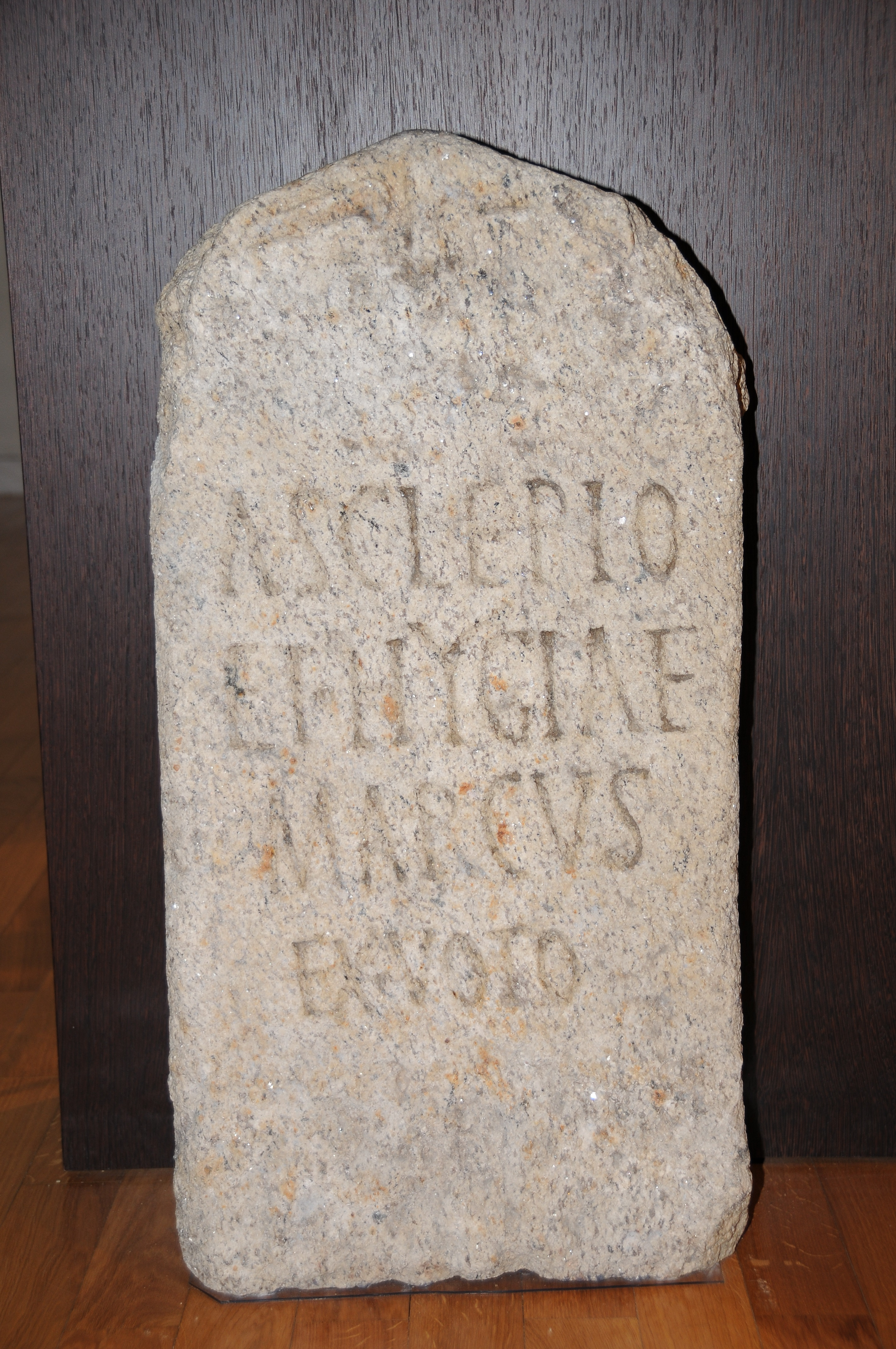
Inscripción votiva CIL II 2411 dedicada al dios sanador Esculapio en Bracara Augusta (Braga, Portugal).

Por romanización se entiende generalmente la asimilación de las costumbres, la religión, las leyes y, en general, el modo de vida de Roma, sobre las provincias de Hispania a lo largo de los siglos de dominio romano. Asimismo, la cultura hispanorromana se fortaleció con una gran cantidad de itálicos y romanos emigrados. La civilización romana, mucho más avanzada y refinada que las anteriores culturas peninsulares, tenía importantes medios para su implantación allá donde los romanos querían asentar su dominio, entre los cuales estaban:
- La creación de infraestructuras en los territorios bajo gobierno romano, lo que mejoraba tanto las comunicaciones como la capacidad de absorber población de estas zonas.
- La mejora, en gran parte debido a estas infraestructuras, de la urbanización de las ciudades, impulsada además por servicios públicos utilitarios y de ocio, desconocidos hasta entonces en la península, como acueductos, alcantarillado, termas, teatros, anfiteatros, circos, etc.
- La creación de colonias de repoblación como recompensa para las tropas licenciadas, así como la creación de latifundios de producción agrícola extensiva, propiedad de familias pudientes que, o bien procedían de Roma y su entorno, o eran familias indígenas que adoptaban con rapidez las costumbres romanas.

## Asentamientos romanos

### Los municipios
Aunque la influencia romana tuvo gran repercusión en las ciudades ya existentes en la península, los mayores esfuerzos urbanísticos se centraron en las ciudades de nueva construcción, como Tarraco (la actual Tarragona), Augusta Emerita (hoy Mérida) o Itálica (en el actual Santiponce, cerca de Sevilla).
| Conquista hasta el 210 a. C. Hasta Octavio Augusto Campaña de Agrippa |

Mapa de la conquista romana de Hispania con las ciudades principales fundadas por ellos.

Los municipios romanos o colonias se concebían como imágenes de la capital en miniatura. La ejecución de los edificios públicos corría a cargo de los curatores operorum publicorum o eran regentados directamente por los supremos magistrados municipales.
Para emprender cualquier obra a cargo de los fondos públicos era necesario contar con la autorización del emperador. El patriotismo local impulsaba a las ciudades a rivalizar para ver cuál construía más y mejor, animando a los vecinos más pudientes de los municipios. La sed de gloria hacía que sus nombres pasasen a la posteridad asociados a los grandes monumentos.
Las obras públicas acometidas con fondos particulares no estaban sometidas al requerimiento de la autorización del emperador. Los urbanistas decidían el espacio necesario para las casas, plazas y templos estudiando el volumen de agua necesario y el número y anchura de las calles. En la construcción de la ciudad colaboraban soldados, campesinos y sobre todo prisioneros de guerra y esclavos propiedad del estado o de los grandes hombres de negocios.

#### Tarraco
La Tarraco romana tuvo su origen en el campamento militar establecido por los dos hermanos, consulares, Cneo y Publio Cornelio Escipión en 218 a. C., cuando comandaron el desembarco en la península ibérica, durante la segunda guerra púnica. Es recordando este primer vínculo por lo que Plinio el Viejo caracteriza a la ciudad como Scipionum opus, "obra de los Escipiones" (Nat.Hist. III.21, y termina "...sicut Carthago Poenorum"). Isidoro de Sevilla, aunque ya en el siglo VII d. C., es algo más explícito acerca del alcance de la obra escipionea: Terraconam in Hispania Scipiones construxerunt; ideo caput est Terraconensis provinciae (Etymol. XV.1.65). 
En efecto, Tarraco fue desde el principio la capital de la más reducida Hispania Citerior republicana, y más tarde de la muy extensa y por ella conocida como Provincia Hispania Citerior Tarraconensis, a pesar de su notoria excentricidad con respecto a la misma. Posiblemente hacia el año 45 a. C. Julio César cambiaría su estatus por el de colonia de ciudadanos romanos, lo que se refleja en el epíteto Iulia de su nombre completo formal: Colonia lulia Urbs Triumphalis Tarraco, el mismo que mantendría durante el Imperio.

#### Augusta Emerita

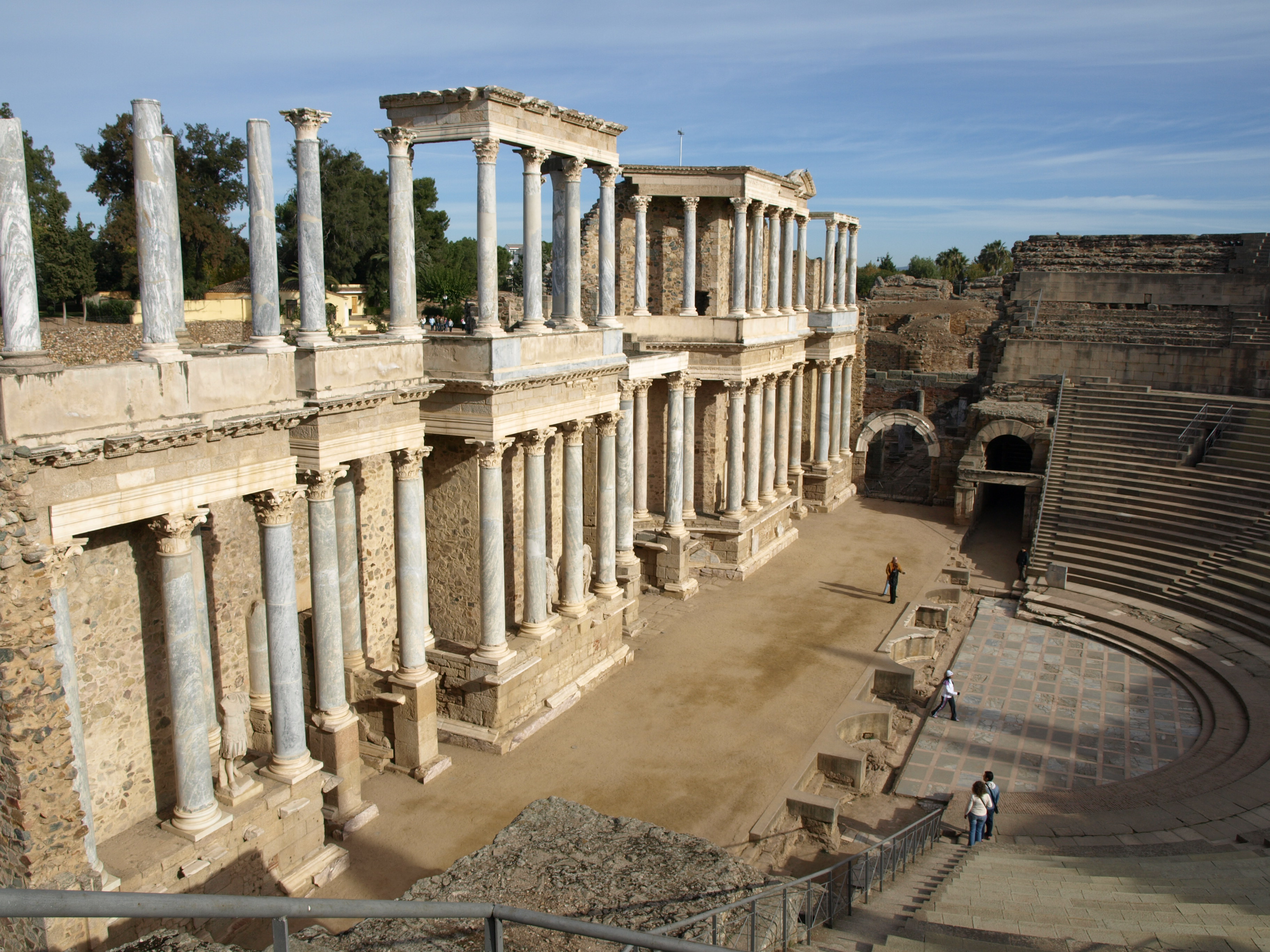
Teatro romano de Mérida.

Augusta Emerita fue fundada en 25 a. C. por Publio Carisio, como representante del emperador Octavio Augusto como lugar de asentamiento de las tropas licenciadas de las legiones V (Alaudae) y X (Gemina). Con el tiempo, esta ciudad se convertiría en una de las más importantes de toda Hispania y la de mayor tamaño, alcanzando las 120 hectáreas. Fue capital de la provincia de Lusitania y centro económico y cultural.

#### Itálica
Itálica, situada donde hoy se emplaza la localidad de Santiponce, en la provincia de Sevilla, fue la primera ciudad puramente romana fundada en Hispania. Al finalizar la segunda guerra púnica, Escipión el Africano repartió entre las legiones romanas parcelas de tierra en el valle del río Betis (actual Guadalquivir), de forma que, aunque Itálica nace como un hospital de campaña para los heridos de la batalla de Ilipa, se convirtió posteriormente en un asentamiento de veteranos de guerra y luego en un municipio, en la margen oeste del río Betis en 206 a. C.
Fue durante la época de César Augusto cuando Itálica consiguió el estatus de municipio, con derecho a acuñar moneda; pero alcanza su periodo de mayor esplendor durante los reinados de los césares Trajano y Adriano a finales del siglo I y durante el siglo II, originarios de Itálica, que dieron un gran prestigio a la antigua colonia hispánica en Roma. Ambos emperadores fueron particularmente generosos con su ciudad natal, ampliándola y revitalizando su economía. Adriano mandó construir la nova urbs, la ciudad nueva, ciudad que solamente mantuvo cierta actividad durante los siglos II y III. También durante el gobierno de Adriano, la ciudad cambió su estatus de municipio para pasar a ser colonia romana, copiando de Roma sus instituciones. Es en este momento cuando pasó a llamarse Colonia Aelia Augusta Itálica, en honor del emperador. Por entonces, ya existía en el senado romano un importante grupo de presión procedente de la ciudad hispánica.

#### Carthago Nova

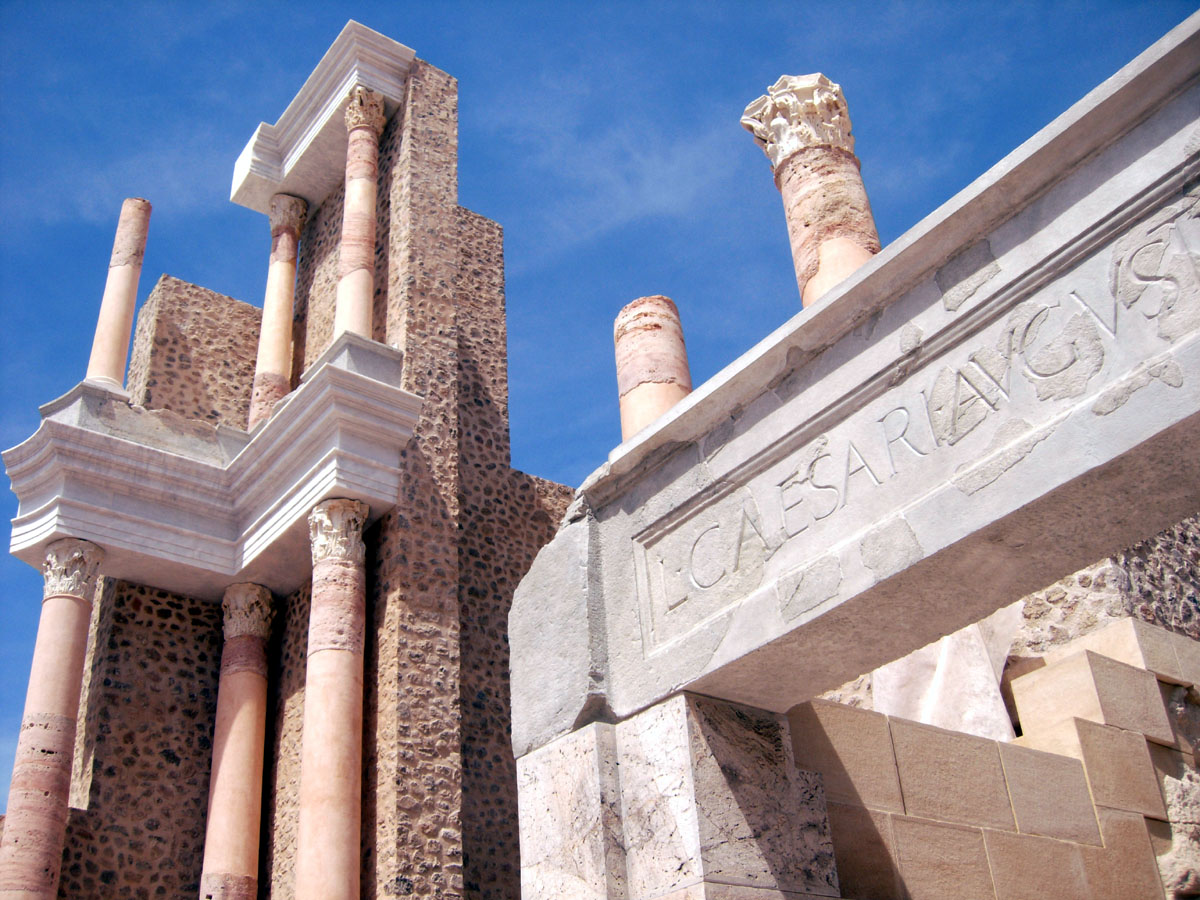
Teatro romano de Cartagena en proceso de restauración.

Carthago Nova fue fundada alrededor del año 227 a. C. por el general cartaginés Asdrúbal el Bello con el nombre de Qart Hadasth ('Ciudad Nueva'), sobre un posible asentamiento tartésico de nombre Mastia. Situada estratégicamente en un amplio puerto natural desde el que se controlaban las cercanas minas de plata de Carthago Nova.
Fue tomada por el general romano Escipión el Africano en el año 209 a. C. en el transcurso de la segunda guerra púnica con el fin de cortar el suministro de plata al general Aníbal.
En el año 44 a. C. la ciudad recibió el título de colonia bajo la denominación de Colonia Urbs Iulia Nova Carthago (C.V.I.N.C), fundada con ciudadanos de derecho romano o latino. 
Augusto en 27 a. C. decidió reorganizar Hispania, de manera que la ciudad fue incluida en la nueva Provincia imperial Tarraconenesis, y entre Tiberio y Claudio, fue convertida en la capital del conventus iuridicus Carthaginensis. Durante el mandato de Augusto, la ciudad fue sometida a un ambicioso programa de urbanización que incluyó, entre otras intervenciones urbanísticas, la construcción de un impresionante Teatro romano, el augusteum (edificio de culto imperial) y un foro.
Más adelante, en tiempos del emperador Diocleciano, fue convertida en la capital de la Provincia romana Carthaginensis, desgajada de la Tarraconensis.

#### Valentia Edetanorum
Fundada por el cónsul romano Décimo Junio Bruto Galaico en una isla fluvial cerca de la desembocadura del río Turius, Valentia Edetanorum  estaba estratégicamente ubicada en el mejor vado natural del río por donde pasaba la Vía Heraclea, conocida después como Vía Augusta y pronto obtuvo el rango de colonia. Las excavaciones de la Almoina han sacado a la luz parte de su foro, la curia, el ángulo sudeste de la basílica, un macellum (mercado de alimentos) y un ninfeo. En otros lugares de la ciudad también se han encontrado casas ricamente ornadas con mosaicos y murales.
Así mismo contaba con infraestructuras como un puerto fluvial junto a las actuales Torres de Serranos, un acueducto, distintas obras de distribución de agua, posibles santuarios periurbanos y varias necrópolis que circundaban las vías. En la actual zona de la calle del Mar, se han encontrado los restos del circo. 

## Obras militares
Las obras militares fueron el primer tipo de infraestructuras que construyeron los romanos en Hispania, debido a su enfrentamiento en la península con los cartagineses durante la segunda guerra púnica.

### Campamentos
El campamento romano era el centro principal de la estrategia militar pasiva o activa. Podían ser temporales, establecidos con algún propósito militar inmediato, o concebidos para acantonar a las tropas durante el invierno; en este caso se construían con argamasa y madera. También podían ser permanentes, con el objeto de someter o controlar una zona a largo plazo, para lo cual se solía utilizar la piedra para construir sus fortificaciones. Muchos campamentos se convirtieron en la práctica en centros estables de población, llegando a convertirse en verdaderas ciudades, como es el caso de León.

### Murallas

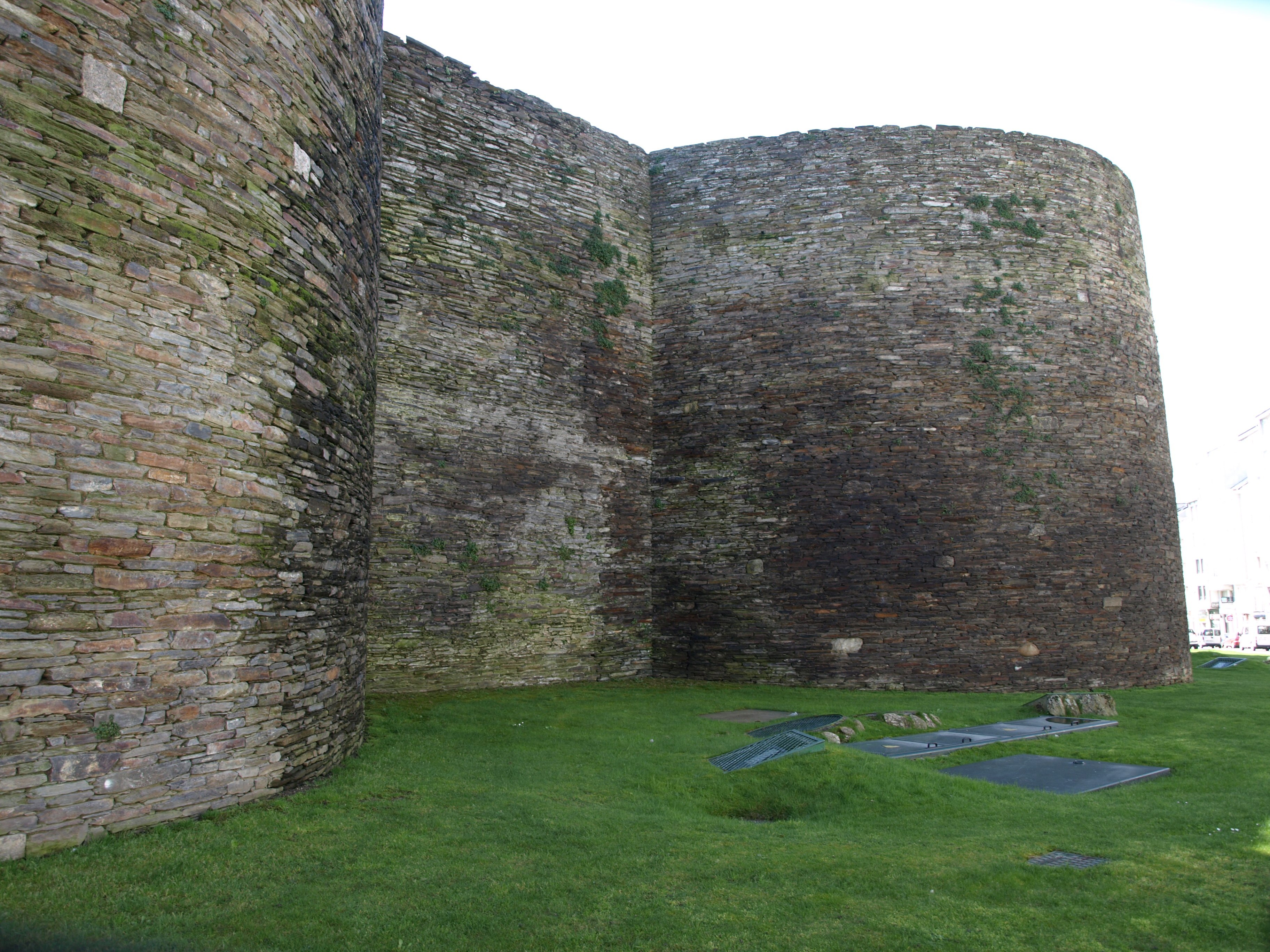
Murallas romanas de Lucus Augusti (Lugo), edificadas en el y utilizadas hasta las guerras carlistas.

Una vez establecida una colonia o un campamento estable, la necesidad de defender estos núcleos conllevaba la construcción de potentes murallas. Los romanos heredaron y aun mejoraron la tradición poliorcética de los griegos, y durante los siglos II y I a. C. erigieron importantes murallas, habitualmente con la técnica del doble paramento de sillares con un relleno interior de mortero, piedras y hormigón romano. El espesor del paño podía oscilar entre los cuatro hasta incluso los diez metros. Tras el periodo de la pax romana, en que estas defensas eran prescindibles, las invasiones de los pueblos germánicos reactivaron la construcción de murallas.
Son destacables en la actualidad los restos de murallas romanas existentes en Zaragoza, Lugo, León, Tarragona, Astorga, Córdoba, Segóbriga o Barcelona.

## Obras civiles

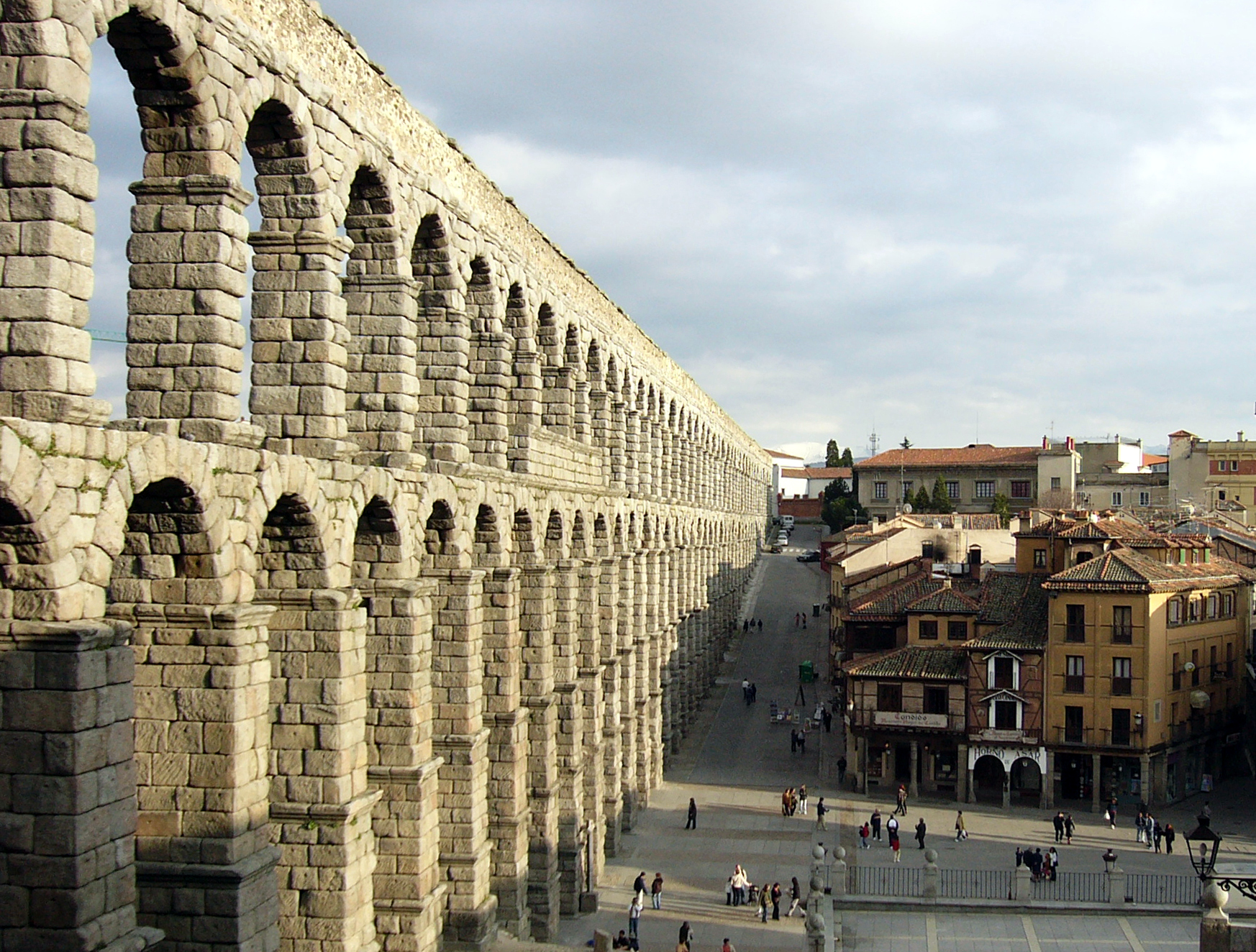
Acueducto de Segovia, una de las mayores obras civiles romanas en Hispania.

La civilización romana es conocida como la gran constructora de infraestructuras. Fue la primera civilización que dedicó un esfuerzo serio y decidido por este tipo de obras civiles como base para el asentamiento de sus poblaciones y la conservación de su dominio militar y económico sobre el extenso territorio de su imperio. Las construcciones más destacadas por su importancia son las calzadas, puentes y acueductos.

### Las grandes infraestructuras
Ya fuese dentro o fuera del entorno urbano, estas infraestructuras se convirtieron en vitales para el normal funcionamiento de la ciudad y de su economía, permitiendo el abastecimiento de la misma de aquello que le resultaba más esencial, ya fuera el agua por vía de los acueductos o los suministros de alimentos y bienes a través de la eficiente red de calzadas. Además, cualquier ciudad de mediana importancia contaba con un sistema de alcantarillado para permitir el drenaje tanto de las aguas residuales como de la lluvia para impedir que esta se estancara en las calles.

#### Calzadas y vías
Dentro de las infraestructuras de uso civil que los romanos construyeron con intensidad durante su dominio en Hispania, destacan por su importancia las calzadas romanas, que vertebraron el territorio peninsular uniendo desde Cádiz hasta los Pirineos y desde Asturias hasta Murcia, cubriendo los litorales mediterráneo y atlántico a través de las conocidas «vías». Por ellas circulaba un comercio en auge, alentado por la estabilidad política del territorio a lo largo de varios siglos. 
De entre estas vías, las más importantes eran:
- Vía Lata, hoy conocida como Vía de la Plata
- Vía Augusta, la calzada romana más larga del Imperio romano en España, con 1500 km y varios tramos.
- Vía Exterior

Principales vías romanas de Hispania.

Para señalizar las distancias en estas vías se colocaban los llamados miliarios, que en forma de columna como el de la imagen o de grandes piedras, marcaban la distancia desde el punto de origen de la vía en miles de pasos (millas).
Actualmente la mayor parte del recorrido de estas vías se corresponde con el trazado de las actuales carreteras nacionales o autopistas de los actuales estados de España y Portugal, lo que confirma el acierto romano en la elección óptima del trazado de las mismas.
También existían importantes vías fluviales al ser navegables los ríos hasta Sevilla, Córdoba o Zaragoza, ya que en la Antigüedad el calado y carga de los barcos eran mucho menores que en la actualidad.

#### Puentes
Los puentes romanos, complemento indispensable de las calzadas, permitían a éstas salvar los obstáculos que suponían los ríos, que en el caso de la península ibérica pueden llegar a ser muy anchos. Ante este desafío que la geografía presentaba a Roma, ésta respondió con las que tal vez sean las más duraderas y fiables de sus construcciones. Aunque también se construyeron una gran cantidad de puentes de madera sobre los cauces menores, hoy conocemos por «puente romano» a las construcciones de piedra.

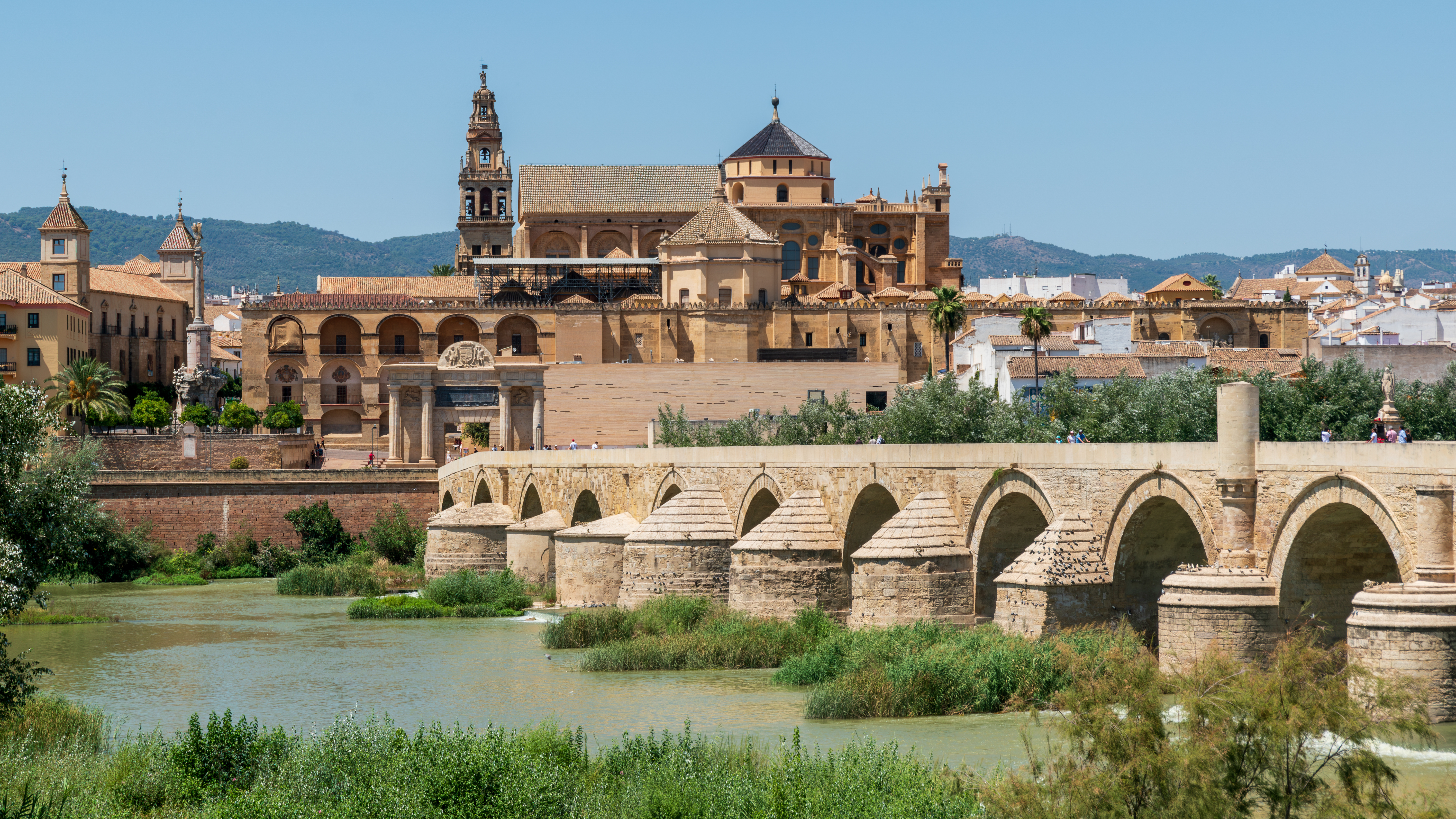
Puente romano de Córdoba junto a la Mezquita-Catedral.

El típico puente romano está formado por una plataforma sostenida por arcos de medio punto, de semicírculos o de segmentos de círculos. Se dan también casos de puentes sobre círculos completos. Estos arcos o segmentos de arcos reciben el nombre de ojos. Los pilares sobre el agua incluyen unas construcciones en forma de cuña llamados tajamares para reconducir la corriente de agua.

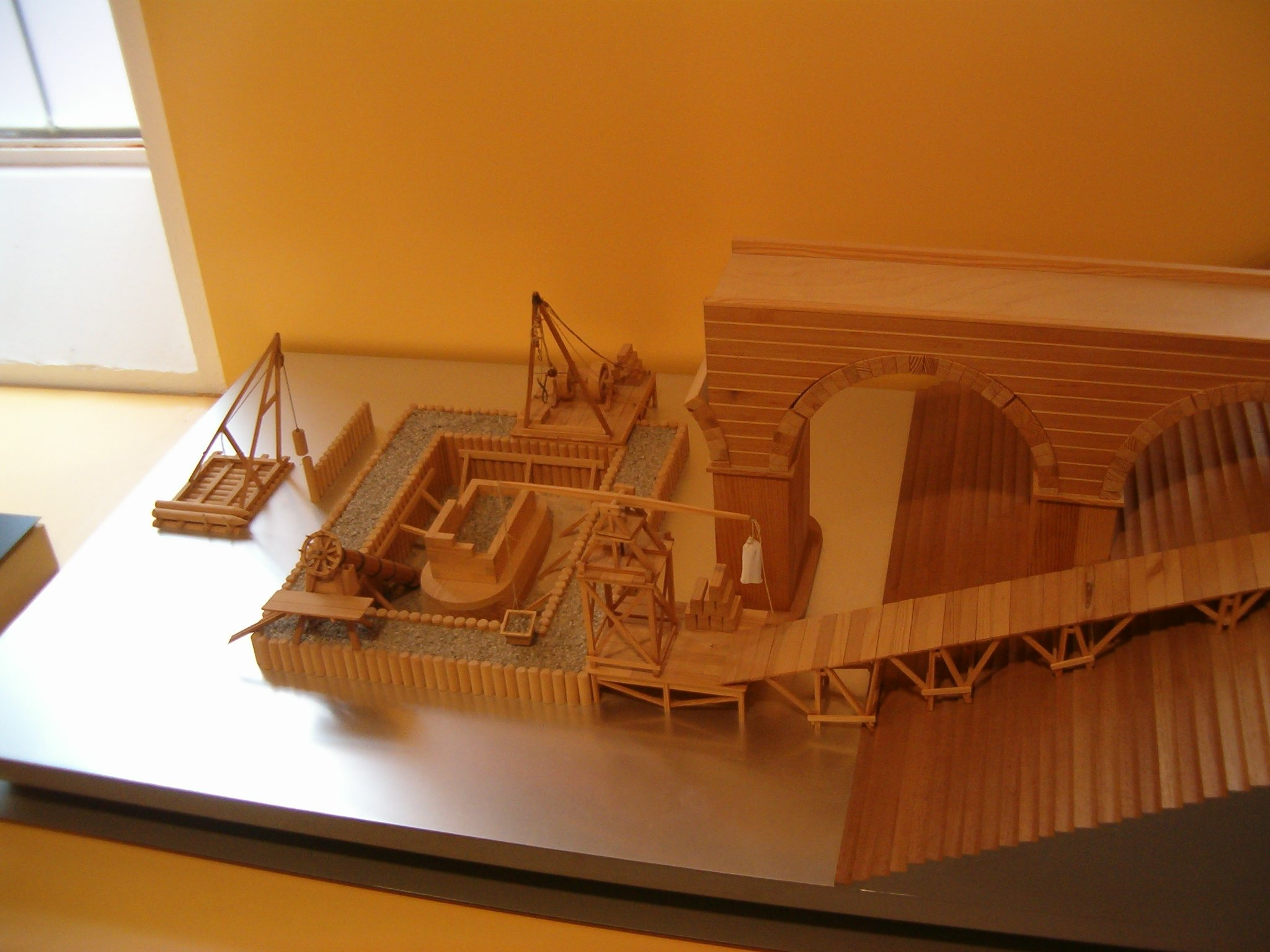
Maqueta de la construcción de los pilares de un puente romano.

Sobre estos arcos se sitúa la plataforma sobre la que finalmente se podrá circular. Esta plataforma forma dos rampas cuyas rasantes se encuentran en el centro, aunque en los puentes más largos el drenaje es hacia ambos lados del puente.
Este exitoso modelo de construcción se extendió hasta entrada la Edad Media, y hoy es difícil saber en algunos casos si algunos puentes son realmente romanos o construcciones posteriores que siguieron el mismo patrón.

#### Acueductos
Un núcleo urbano importante precisaba ante todo un aporte de agua constante que permitiera el abastecimiento de miles de personas concentradas en un mismo lugar que podía encontrarse en ocasiones a varios kilómetros de distancia de las fuentes naturales de agua. Para conseguir este flujo continuo de agua se construyeron los acueductos.

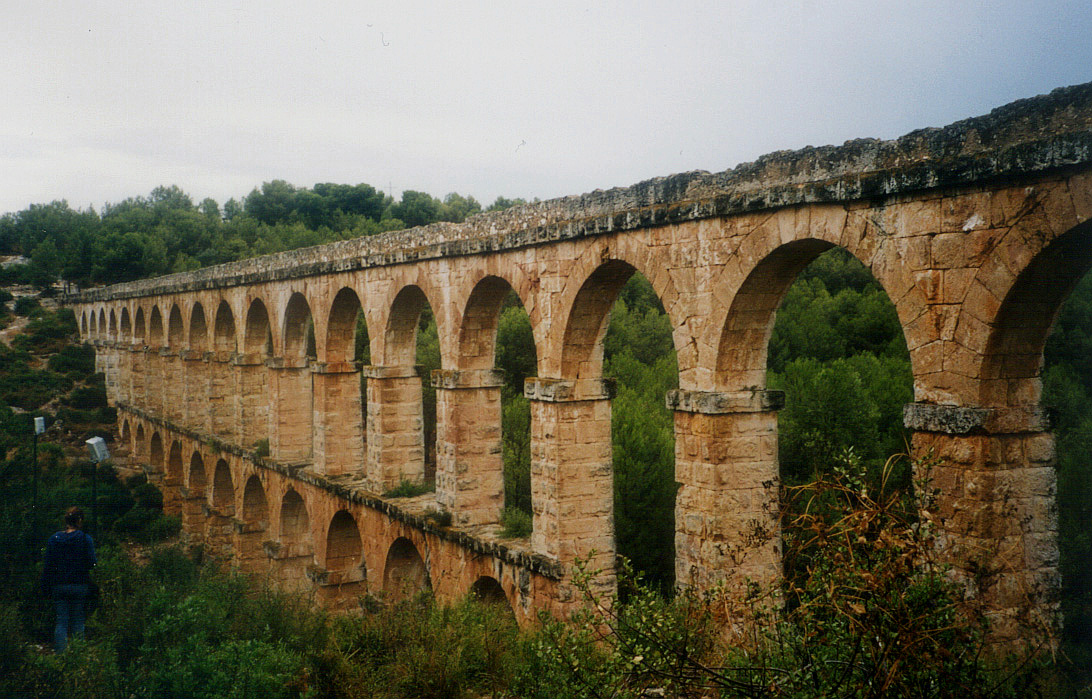
Acueducto de las Ferreras situado en las afueras de la ciudad romana de Tarraco.

El acueducto romano era, a pesar de lo que pudiera parecer, subterráneo en su mayor parte. Sin embargo, hoy conocemos como acueducto a las obras monumentales edificadas para salvar los obstáculos geográficos con el fin de dar continuidad a dichos cauces. La esbeltez de este tipo de construcciones, junto a la tremenda altura alcanzada por algunas de ellas, las convierten en las más bellas obras de la ingeniería civil de todos los tiempos, sobre todo teniendo en cuenta las dificultades salvadas para la construcción de las mismas.
Para la construcción de un acueducto, se buscaba en primer lugar la fuente del agua, canalizando un cauce natural mediante la construcción de un canal, y dejando que la pendiente del terreno llevara el agua a través de este canal hasta un lago artificial (una vez construida la represa para almacenar agua en el mismo si fuese necesario). Esto garantizaba el aporte constante de agua durante todo el año.

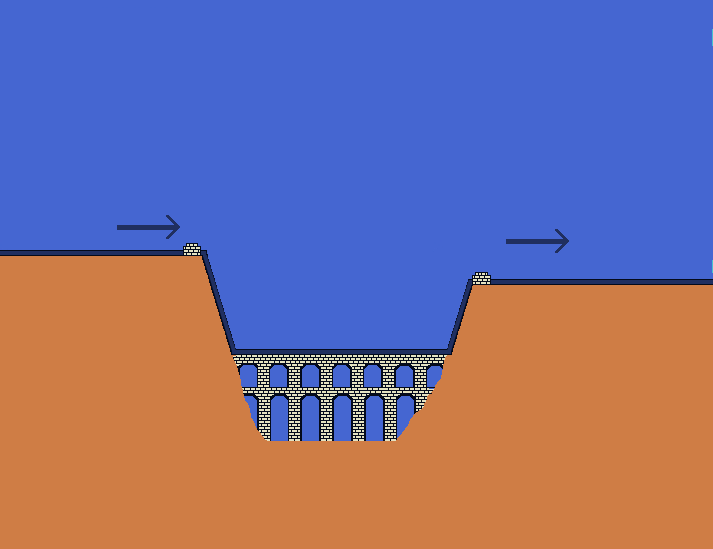
Esquema de un sifón.

A partir de este punto, el agua podía ser transportada por canales, ya fueran de piedra, de tubería de cerámica o de plomo. Esta última solución provocaría no pocos problemas de salud en el mundo romano de envenenamiento por plomo (saturnismo), problema que se extendería casi hasta la actualidad en algunos lugares donde este tipo de canalizaciones se ha usado en abundancia. La conducción de plomo,más fácilmente manejable, se usaba más en la red de distribución urbana debido a su elevado precio, aunque también se usaba en los sifones, cuyo mecanismo se explica más adelante.

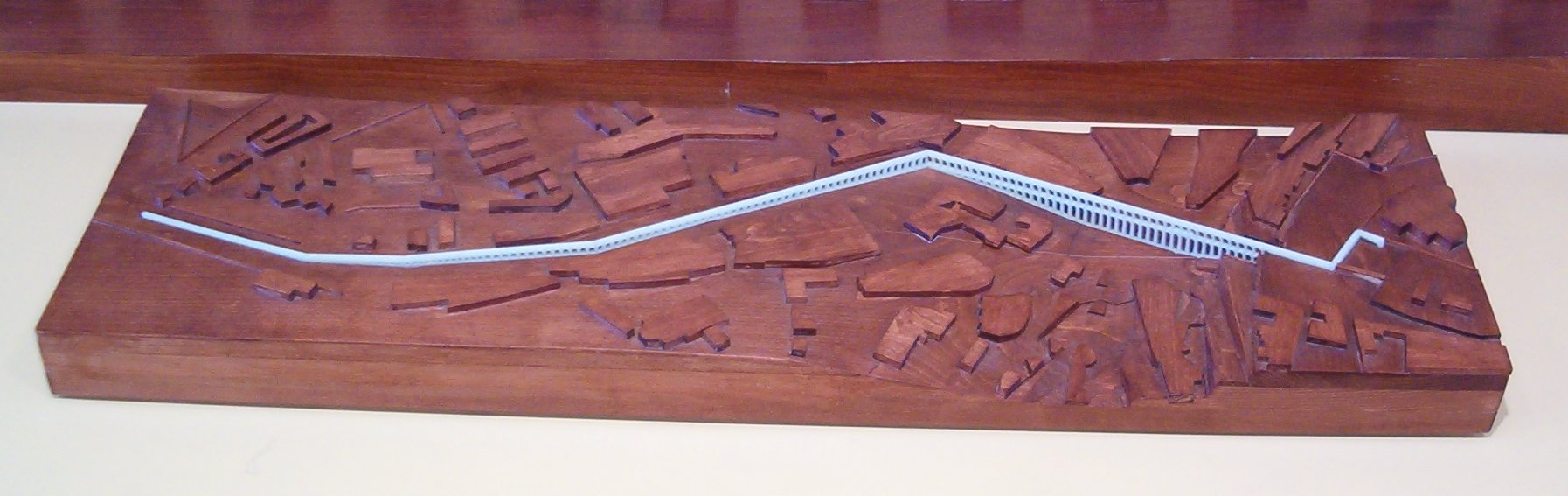
Maqueta del acueducto de Segovia.

De esta forma, el agua procedente del lago artificial era transportada por un canal subterráneo hasta el núcleo urbano, casi siempre aprovechando la pendiente del terreno, aunque en ocasiones también se construían sifones, que permitían salvar una pendiente descendente sin necesidad de construir los famosos puentes pero conservando la presión del caudal. En el sifón se aprovecha la presión resultante de la caída del agua para elevarla al otro lado, conservando esta presión a costa de perder algo del caudal. Se trata de una aplicación del principio de los vasos comunicantes.
Destacan por su estado de conservación, en primer lugar el acueducto de Segovia, que es la construcción romana más famosa de la península ibérica, seguido por el acueducto de Tarragona o «Pont del Diable», y también los restos del acueducto de Mérida, conocido como el «Acueducto de los Milagros».

### Las infraestructuras urbanas
Dentro del entorno urbano destacan las termas y alcantarillados; y también son remarcables las construcciones destinadas al ocio y la cultura, como los teatros, circos y anfiteatros.

#### Termas

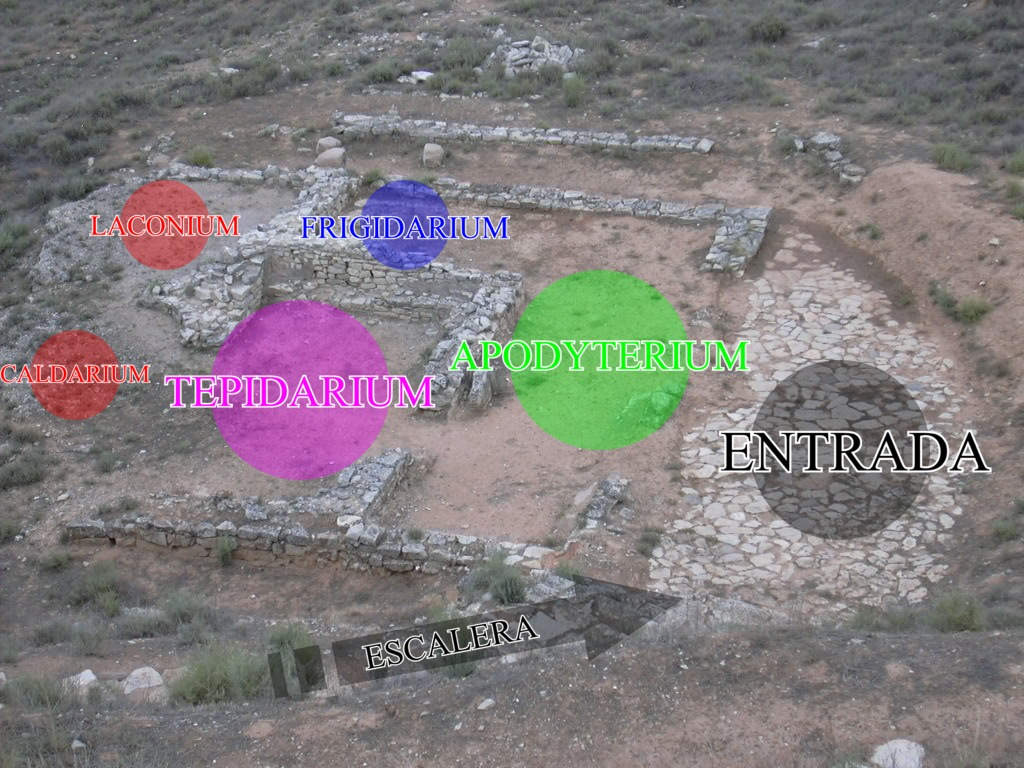
Esquema de una terma sobre los restos de las termas de Azaila (Teruel).

La cultura romana rendía culto al cuerpo, y por consiguiente, a la higiene del mismo. Las termas o baños públicos se convirtieron en lugares de reunión de personas de toda condición social, y su uso era fomentado por las autoridades, que en ocasiones sufragaron sus gastos haciendo el acceso a las mismas gratuito para la población. Aunque hombres y mujeres compartían en ocasiones los mismos espacios, las horas de baño eran diferentes para unos y otros: las mujeres acudían por la mañana mientras los hombres lo hacían al atardecer. En aquellas que disponían de secciones separadas para hombres y mujeres, al área destinada a éstas se le daba el nombre de balnea.

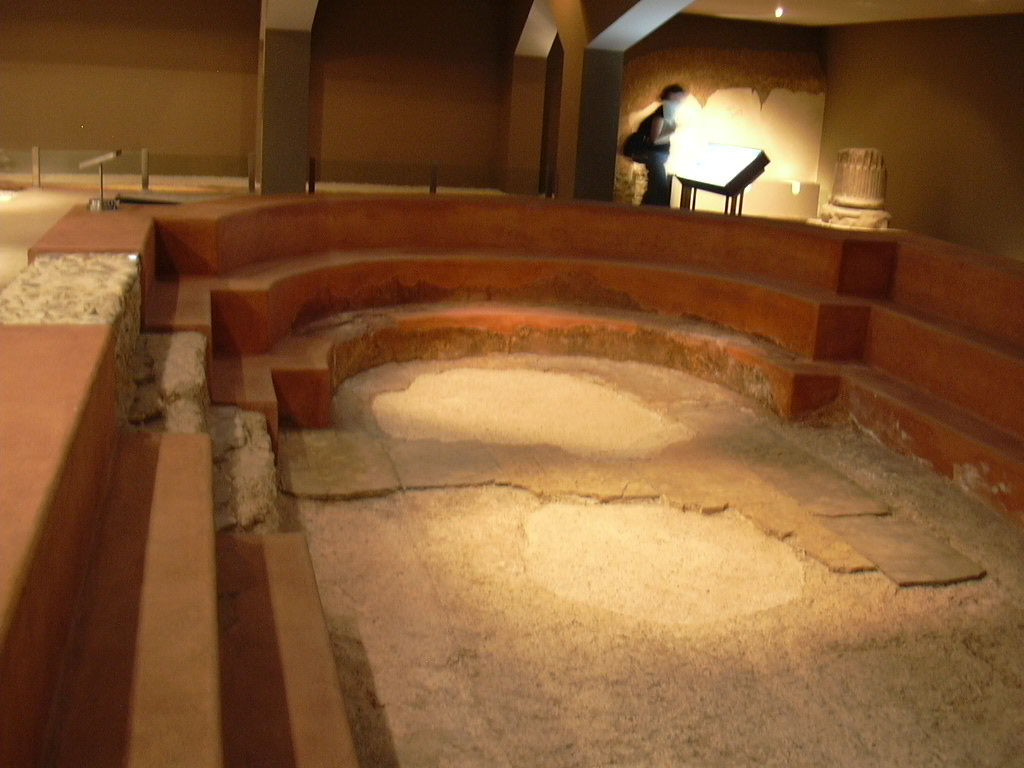
Piscina de las termas de Caesaraugusta.

En la península ibérica existe una gran diversidad arqueológica de este tipo de edificios, destacando por su estado de conservación las termas de Alange, cerca de Mérida, que tras varios procesos de reforma a lo largo de los siglos XVIII y XIX, hoy se encuentran abiertas al público como parte de un balneario de aguas medicinales.
La terma romana tiene una estructura definida por su función, tal como se puede ver en la imagen esquemática de Azaila. El apodyterium era, además de la entrada a la terma, la zona de vestuario de la misma. A continuación se pasaba a otra sala llamada tepidarium, que consistía en una sala templada que a su vez daba paso al frigidarium o al caldearium, salas de agua fría o caliente respectivamente. La sala caldearium se orientaba al sur para recibir de este modo la mayor cantidad posible de luz solar. Bajo el suelo de esta sala se hacía pasar una serie de tuberías por donde circulaba agua caliente. El frigidarium, sin embargo, solía ser una piscina abierta de agua fría.
Por regla general, las termas se rodeaban de jardines y otros edificios accesorios con servicios para los visitantes como gimnasios, bibliotecas u otros lugares de reunión (laconium), todo ello con el propósito de proporcionar a los clientes un ambiente agradable y tonificante. Estas termas precisaban de gran cantidad de personal para su funcionamiento, sobre todo teniendo en cuenta la necesidad de grandes cantidades de agua caliente y para atender adecuadamente a los clientes.

#### Alcantarillado

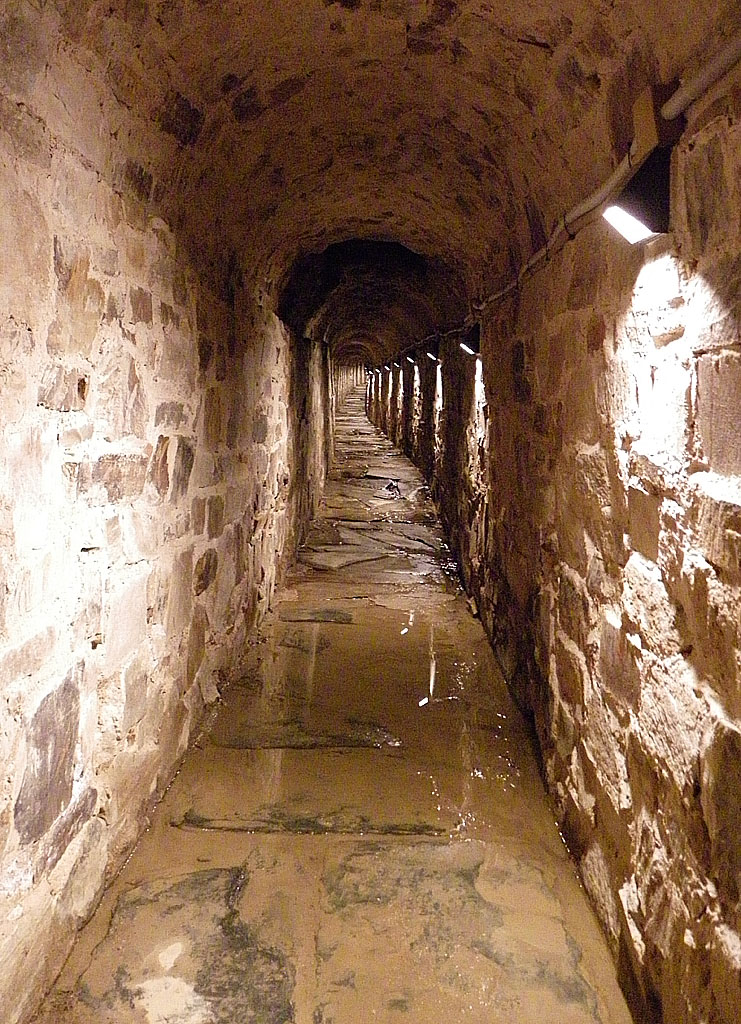
Cloacas romanas de Asturica Augusta (León, España)

Los romanos comprendieron desde el principio de su auge como civilización que una ciudad debía tener un sistema eficiente de eliminación de desechos para poder crecer. Para ello construyeron en la todas las ciudades de cierta importancia los conocidos sistemas de alcantarillado que aún hoy siguen cumpliendo su función original. En Mérida, por ejemplo, el alcantarillado romano se ha usado hasta hace pocos años, y su trazado sirve todavía como referencia para conocer cómo era la antigua ciudad romana. En otras ciudades como León, inicialmente fundada como un campamento de la Legión VII Gemina, se conservan vestigios de estas infraestructuras, y en Itálica sirven como ejemplo al visitante en los días lluviosos de la perfección del sistema de drenaje de las calles para evitar su encharcamiento.

#### El teatro
La literatura clásica, tanto griega como romana, está repleta de grandes dramas escritos expresamente para su representación ante el público, y aunque en realidad, el teatro romano tiene su origen en las raíces etruscas de su cultura, no es menos cierto que muy pronto adoptó las características de la tragedia y la comedia griegas.
El teatro era una de las actividades de ocio favoritas de la población hispanorromana, y al igual que con otras edificaciones de interés público, ninguna ciudad que pudiera recibir tal nombre se privaba de poseer uno. Tan es así que el teatro de Augusta Emerita fue construido prácticamente al mismo tiempo que el resto de la ciudad por el cónsul Marco Agripa, yerno del emperador Octavio Augusto. En total se conservan restos de al menos trece teatros romanos en toda la Península.

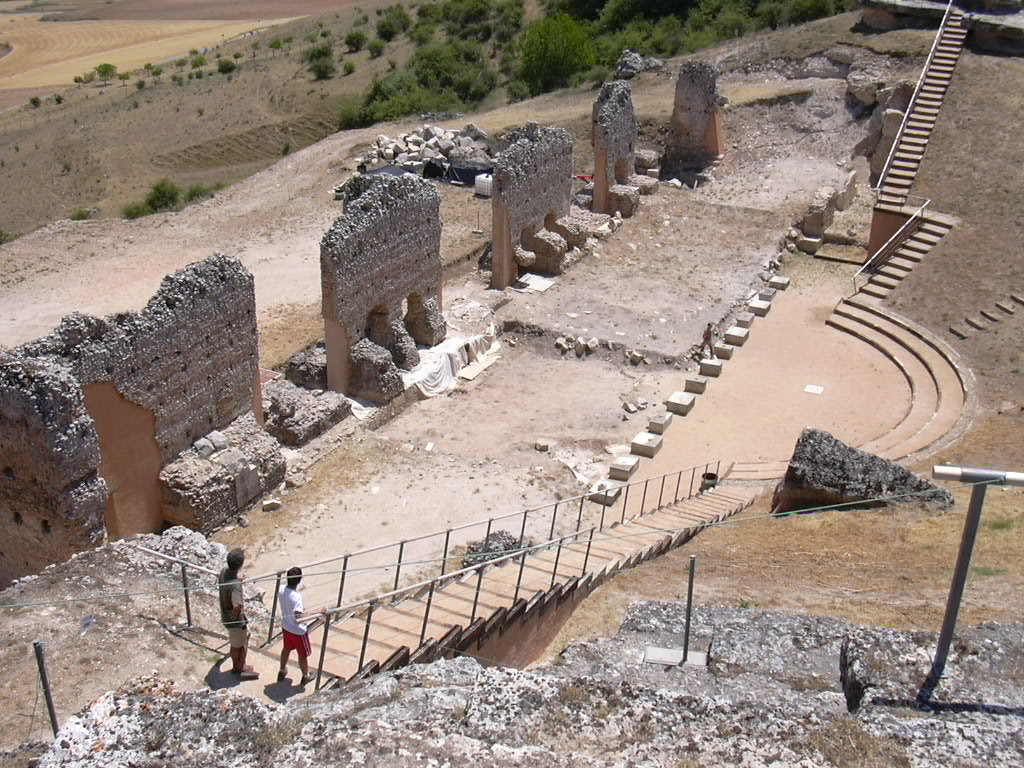
Teatro de Clunia.

El teatro romano no tenía como principal actividad las representaciones de comedias o dramas, ya que realmente era un edificio dedicado a celebraciones que ensalzaban al emperador,[cita requerida] se trata por tanto, de un lugar más bien político, no de ocio, aunque en alguna ocasión podrían haber albergado este tipo de prepresentaciones culturales. La amplia profusión de teatros en Hispania tiene que ver con la vida política de las ciudades, ya que todas las ciudades aspiran a tener su teatro propio.[cita requerida] El mayor ejemplo es el de Emérita Augusta (Mérida) cuyo programa iconográfico de la scaena representa a Augusto y su familia, al igual que las estatuas procedentes de las salas posteriores a la scaena, salas en las que se colocan estatuas de Tiberio junto a Augusto, exponiendo ya quién iba a sucederle.[cita requerida] El primer teatro monumental (en piedra) en Roma fue el de Pompeyo, en cuyo graderío, en lo alto, situó un templo a la diosa Venus Vincitrix, y en el pórtico que se sitúa detrás de la scaena, entre diferentes salas, construyó justo en el eje con el centro de la scaena y el templo de la diosa, una sala presidida por una colosal estatuta de sí mismo. En ese lugar podía reunirse el Senado romano, bajo su estatua.

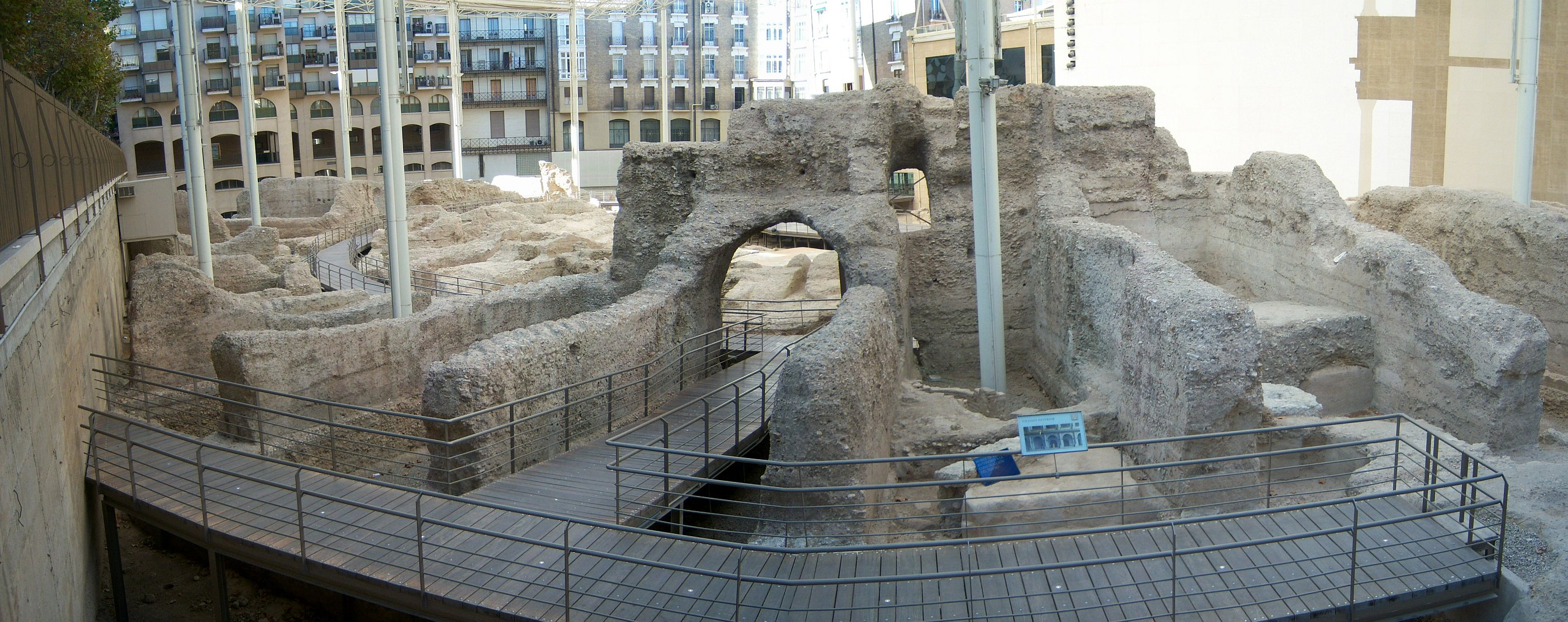
Restos del antiguo teatro romano de Cesaraugusta, en la moderna Zaragoza. Construido con opus caementicium se puede apreciar una de sus vomitorias.

En los años noventa se descubrió el Teatro romano de Cartagena, quizás el mejor conservado de toda Hispania, y en la actualidad recuperado para la sociedad y conjuntado con el resto del entramado urbano. El edificio fue conmemorado a Lucio César y Cayo César en tiempos de Augusto. Cabe destacar que está situado junto a la antigua catedral de Cartagena (Santa María) de la Diócesis de Cartagena, obra del siglo XIII y de estilo neorrománico. La rehabilitación del mismo fue llevada a cabo por expertos arqueólogos que recuperaron un edificio social construido entre los años 5 y 1 a. C. y con capacidad para unos 6000 epectadores. Además, se encargó al arquitecto Rafael Moneo la obra de recuperación del Palacio Pascual de Riquelme, edificio de estilo modernista y que sirve como sede del museo romano, que comunica con el Teatro.
Un ejemplo de que el teatro romano era un edificio para celebraciones políticas, lo tenemos en el teatro de Itálica (Santiponce, Sevilla), en cuyo proscaenium apareció una inscripción en la que dos duoviri y pontifices primi creati (alcaldes y pontífices máximos) que dedicaban a la ciudad una mejora del teatro, casualmente, uno de ellos era antepasado del emperador Trajano.[cita requerida] En Roma, y en Itálica también, era muy corriente el fenómeno del "evergetismo", a través del cual los cargos políticos se conseguían o asentaban haciendo obras públicas pagadas del bolsillo de los aspirantes a los cargos públicos. Sería una explicación muy simple el creer que dos alcaldes remodelarían un edificio dedicado al ocio simplemente, cuando dentro de las aspiraciones de la familia de Trajano era llegar a lo más alto en la vida política de Roma, como más tarde se consiguió.[cita requerida]
Otros ejemplos los tenemos en la ciudad de Baelo Claudia (Bolonia, Cádiz), una ciudad que tiene un imponente teatro romano, dentro del amurallamiento, ocupando un enorme espacio. Su construcción dentro de una ciudad en la que apenas se han encontrado casas dentro, hace pensar en la importancia del edificio, de carácter civil, para llevar a cabo las representaciones políticas para el emperador.[cita requerida] Ya que una ciudad que apenas tiene población, se cree que vivían en los alrededores dispersos, que tenga un teatro de tales magnitudes, no es más que para albergar a muchas personas no sólo procedentes de la ciudad misma, sino de todo su territorio o municipium en las ceremonias civiles.(Hipótesis seguidas y demostradas desde hace años por D. Manuel Bendala Galán y otros autores).[cita requerida]
El teatro como edificio es singular en muchos aspectos. Principalmente se compone de un graderío semicircular llamado cávea que rodea a un espacio central destinado a los coros (orchestra), y frente a este se emplaza el escenario, rematado por la scaenae frons. Tras este escenario se sitúan las zonas destinadas a los actores (postcaenium). La entrada y salida de espectadores se hace a través de unos túneles de acceso llamados vomitorios.
Sin lugar a dudas, los teatros mejor conservados en la Península son el de Mérida y el de Cartagena, debido a la importancia de las reformas y los resultados obtenidos, aunque también los teatros de Itálica, Sagunto, Clunia, Caesaraugusta (hoy Zaragoza) y otros forman parte del tesoro arqueológico, y algunos de ellos acogen incluso festivales de teatro regularmente, por lo que puede considerarse que aún cumplen la función para la que fueron edificados, en algunos casos más de dos mil años atrás. 

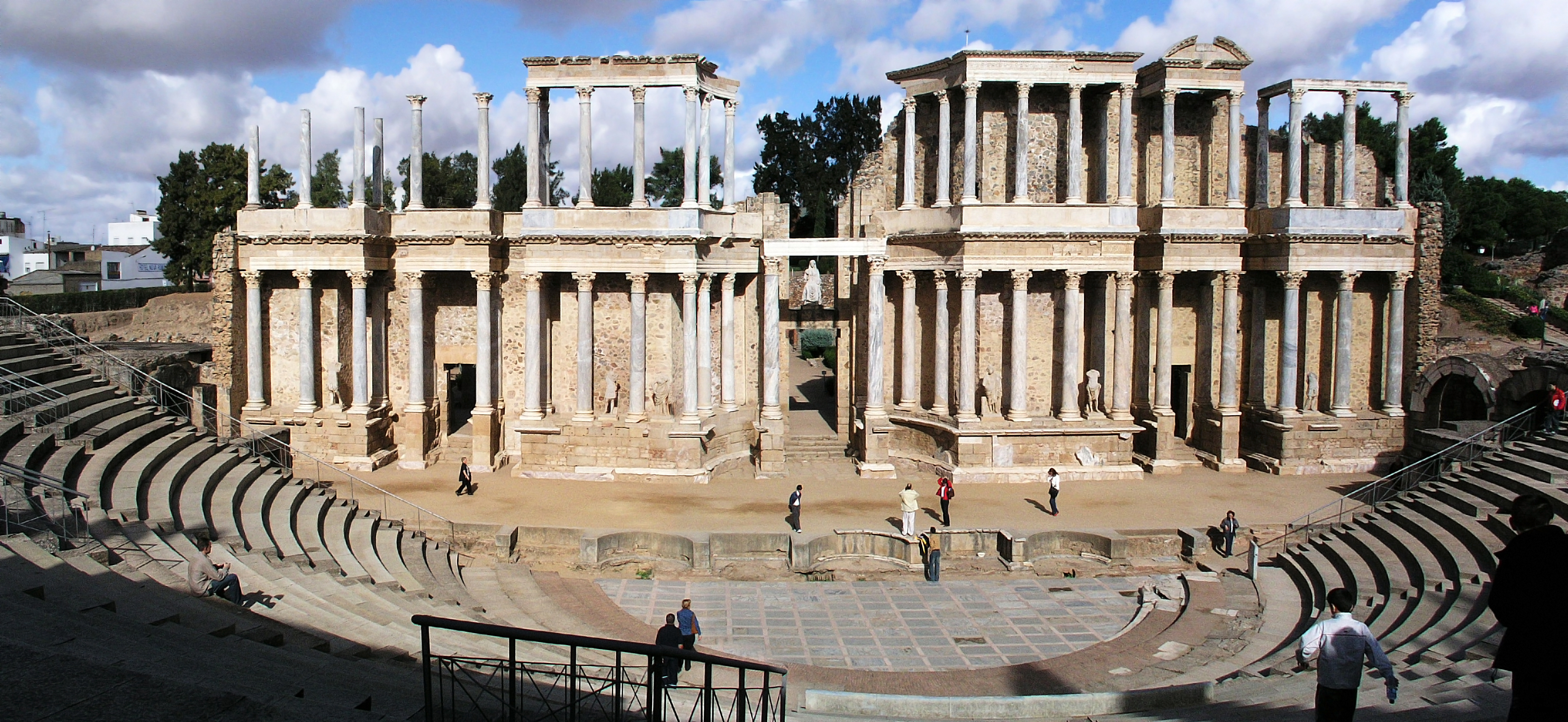
Teatro romano de Mérida.

Cabe señalar sin embargo, que la reconstrucción efectuada sobre el teatro de Sagunto, proyectada por los arquitectos Giorgio Grassi y Manuel Portaceli y llevada a cabo entre 1983 y 1993 se encuentra aún hoy sumida en la polémica y en la disputa jurídica, e incluso una sentencia judicial obliga a la demolición de todo el trabajo de reconstrucción y a la devolución del teatro a las condiciones en las que se encontraba antes de la misma. No parece probable sin embargo que semejante sentencia pueda ser ejecutada, ya que no puede garantizarse la conservación del teatro original ante la envergadura de la labor de demolición necesaria, por lo que seguramente el teatro romano de Sagunto quedará como ejemplo de «cómo no debe efectuarse un trabajo de restauración».

#### Anfiteatros

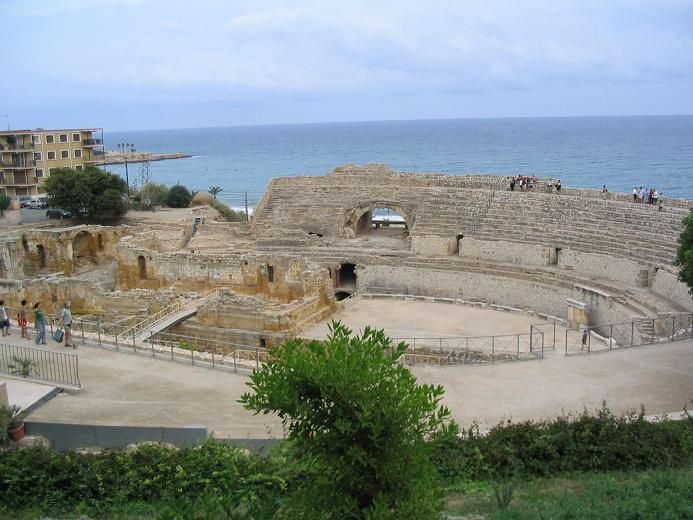
Anfiteatro de Tarragona.

La cultura romana poseía unos valores respecto a la vida humana muy diferentes de los que hoy imperan en Europa y, en general, en el mundo. El sistema esclavista, que hacía posible que un hombre perdiera su condición de «hombre libre» por diversos motivos (delitos, deudas, capturas militares, etc.), y por lo tanto se viera privado de todos sus derechos, propiciaba un nuevo espectáculo que aunque hoy sería denostado como salvaje y brutal, en aquella época constituía uno de los atractivos más poderosos de la vida urbana: la lucha de gladiadores. No sólo los esclavos participaban en este tipo de luchas (si bien la inmensa mayoría de los gladiadores lo eran), sino que también había quien hacía carrera como gladiador por dinero, favores o gloria. Incluso algún emperador se atrevió en ocasiones a bajar a la arena para practicar este sangriento «deporte», como en el caso de Cómodo.

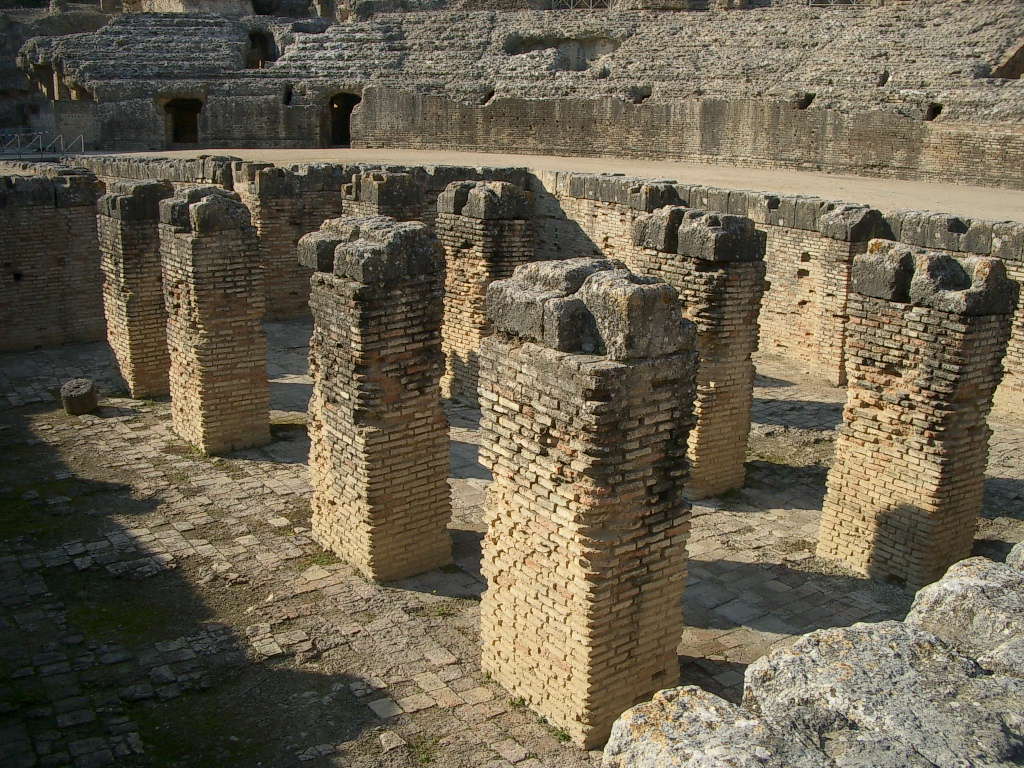
Foso del anfiteatro de Itálica.

Los espectáculos de lucha tenían lugar en un principio en el circo, pero posteriormente se inició la construcción de los anfiteatros, edificios de planta elíptica destinados exclusivamente a la lucha. El primer anfiteatro en piedra se edificó en Roma, siendo posteriormente exportado a las principales ciudades de todo el imperio. Bajo la arena de este anfiteatro se encontraba el foso, donde gladiadores y fieras eran preparados o permanecían encerrados hasta la hora de la lucha. Este foso se encontraba cubierto por un techado de madera sobre el cual se encontraba el escenario de las luchas. Alrededor de esta superficie de arena elíptica se encontraban los graderíos donde el público asistía a los juegos. Estos anfiteatros serían asimismo testigos a partir del siglo I de nuestra era de la brutal represión que en algunas épocas se ejerció contra la creciente población cristiana por parte de las autoridades romanas.
Indudablemente, es el Coliseo de Roma el anfiteatro más conocido y monumental del mundo, aunque dentro de Hispania se edificaron varios cuyos restos todavía se conservan, como los de Cartagena (en obras de musealización), Itálica, Jerez, Tarragona o Mérida.

## La transformación de las sociedades prerromanas
No se puede considerar este aspecto de la romanización de Hispania como un bloque unitario, ya que la influencia romana fue recorriendo progresivamente la Península en un prolongado periodo de dos siglos. Además, los pueblos prerromanos tenían un carácter muy diferente según su localización geográfica. Así, las zonas previamente bajo influencia griega fueron fácilmente asimiladas, mientras aquellos que se enfrentaron a la dominación romana tuvieron un periodo de asimilación cultural mucho más prolongado.

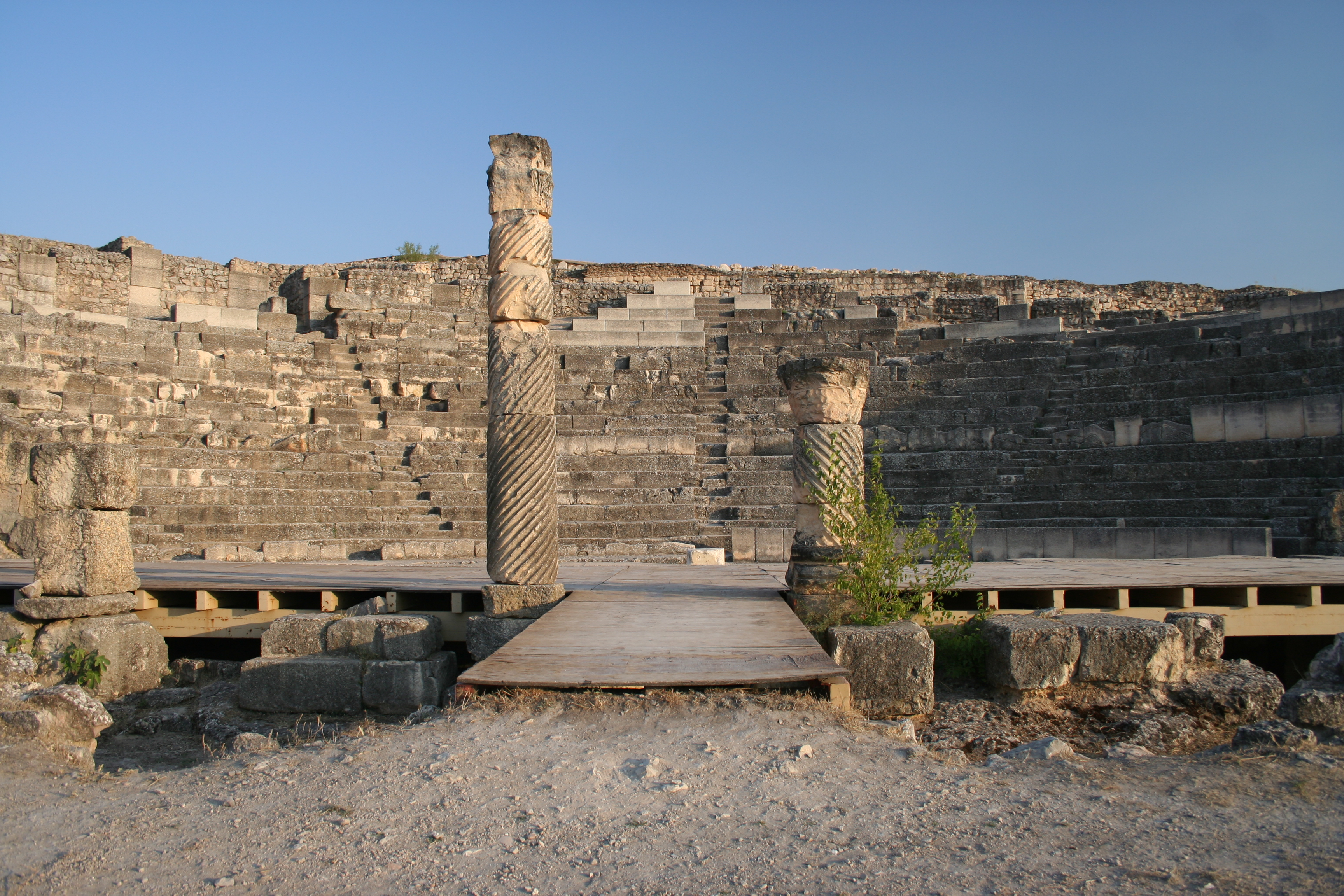
Teatro romano de Segóbriga.

En este proceso las culturas prerromanas perdieron su lengua y sus costumbres ancestrales, a excepción del idioma vasco, que sobrevivió en las laderas occidentales de los Pirineos donde la influencia romana no fue tan intensa. La cultura romana se extendía conjuntamente con los intereses comerciales de Roma, demorándose en llegar a aquellos lugares de menor importancia estratégica para la economía del Imperio.
De este modo, la costa mediterránea, habitada antes de la llegada de los romanos por pueblos de origen íbero, ilergeta y turdetano entre otros (pueblos que ya habían tenido un intenso contacto con el comercio griego y fenicio), adoptó con relativa rapidez el modo de vida romano. Las primeras ciudades romanas se fundarían en estos territorios, como Tarraco en el noreste o Itálica en el sur, en pleno periodo de enfrentamiento con Cartago. Desde ellas se expandiría la cultura romana por los territorios que las circundaban. Otras de anterior fundación como Qart Hadasht (actual Cartagena) en el sur, pasaron a ser ciudades romanas.
Sin embargo, otros pueblos peninsulares no resultaron tan predispuestos al abandono de sus respectivas culturas, especialmente en el interior, donde la cultura celtíbera estaba bien asentada. El principal motivo para este rechazo fue la resistencia armada que estos pueblos presentaron a lo largo de la conquista romana, con episodios como Numancia o la rebelión de Viriato. Existía por lo tanto una fuerte predisposición al rechazo de las formas culturales romanas que perduraría hasta la conquista efectiva del territorio peninsular por las legiones de Augusto, ya en el año 19 a. C. En cualquier caso, la cultura celtíbera no sobrevivió al impacto cultural una vez que Roma se asentó de forma definitiva en sus territorios, y el centro de Hispania pasaría a formar parte del entramado económico y humano del Imperio.
Indudablemente, la civilización romana era mucho más refinada que la de los pobladores de la Hispania prerromana, lo cual favorecía su adopción por estos pueblos. Roma padecía además una fuerte tendencia al chovinismo que le hacía despreciar las culturas foráneas, a las cuales denominaba en general «bárbaras», por lo que cualquier relación fluida con la metrópoli pasaba por imitar el modo de vida de esta. Por otra parte, para la élite social del periodo anterior no resultó un sacrificio, sino más bien al contrario, convertirse en la nueva élite hispanorromana, pasando del austero modo de vida anterior a disfrutar de las «comodidades» de los servicios de las nuevas «urbis» y de la estabilidad política que el Imperio traía consigo. Estas élites ocuparon de paso los puestos de gobierno en las nuevas instituciones municipales, convirtiéndose en magistrados e incorporándose a los ejércitos romanos donde se podía medrar políticamente al tiempo que se progresaba en la carrera militar.
Roma impulsó en Hispania la repoblación, repartiendo tierras entre las tropas licenciadas de las legiones que habían participado en la guerra contra Cartago. También muchas familias procedentes de Italia se establecieron en Hispania con el fin de aprovechar las riquezas que ofrecía un nuevo y fértil territorio y de hecho, algunas de las ciudades hispanas poseían el estatus de «colonia», y sus habitantes tenían el derecho a la ciudadanía romana. No en vano, tres emperadores romanos, Teodosio I, Trajano y Adriano, procedían de Hispania así como los autores Quintiliano, Pomponio Mela, Columela, Marcial, Lucano Moderáto de Cádiz y Séneca.

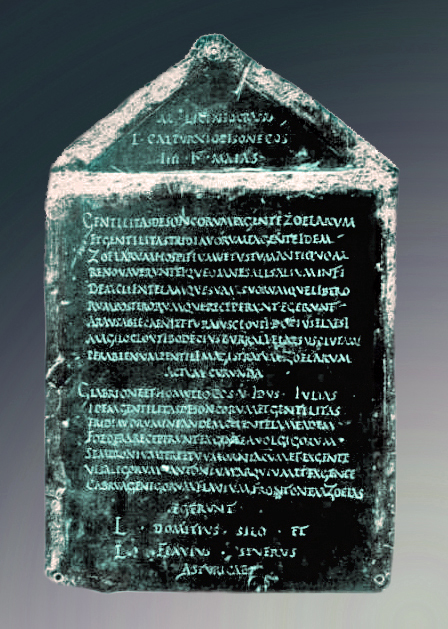
El bronce de los zoelas, en el que se recoge la renovación de un pacto de hospitalidad entre dos gentes de la civitas Zoelarum.